# 傅延华
傅延华（1955年—），山东枣庄人，汉族，中华人民共和国政治人物、第十一届全国人民代表大会山东地区代表。
毕业于中央党校函授学院法律专业，是中共党员。担任山东省枣庄市检察院原副检察长。2008年起担任全国人大代表。